# 2014 OK394
1995 SN55 är en centaur som upptäcktes den 20 september 1995 av Spacewatch vid Kitt Peak-observatoriet. Den observerades senast den 26 oktober 1995.